# منطقة الحدود الشمالية
منطقة الحدود الشمالية هي المنطقة الواقعة في شمال شرق المملكة العربية السعودية ويحدها العراق من الجهة الشمالية. وعاصمتها الإدارية هي مدينة عرعر. ومساحة المنطقة 104 ألف كم2 وعدد سكانها 373,577 نسمة حسب تعداد السعودية 2022.

## التكوين الجغرافي
ويوجد بها كثير من الوديان والسهول مثل وادي عرعر ووادي أبا القور والهلالي ووادي بدنة والتلال والجبال مثل قارة معطان وتلول الشامي والمركوز والخفيس كما تنتشر الرياض بالمنطقة أيضاً التي تنمو فيها الأعشاب الطبيعية. تتميز مدينة عرعر بموقعها الإستراتيجي، فهي تقع على مثلث دولي من جهة الشمال العراق وتركيا ودول أوروبا ومن جهة الغرب الأردن وسوريا ولبنان ومن جهة الشرق دول الخليج العربي.

## تأسيس المنطقة
أسست معظم المدن الكبرى من قبل شركة التابلاين، حيث تم بناء محطات الضخ التابعة للشركة ثم تبعها إنشاء مجمعات سكنية صغيرة تابعة لعمال الشركة، وقد توسعت هذه المجمعات وتم بناء معظم المرافق الأساسية من مستشفيات ومدارس ودوائر حكومية مصغرة وكان ذلك بدايةً في عهد الأمير محمد بن أحمد السديري مؤسس مدينة عرعر ورفحاء وطريف.

## أهم المحافظات والمدن

### المدن
- عرعر: هي عاصمة المنطقة وفيها مقر الإمارة.
- رفحاء: وهي ثاني أكبر مدينة في المنطقة.
- طريف: وتقع في الجهة الغربية من المنطقة.
- العويقيلة: وهي تقع بين مدينتي رفحاء وعرعر.
- جديدة عرعر: منفذ الحدود السعودي إلى دولة العراق منفذ جديدة عرعر.
- شعبة نصاب: وتقع في الجهة الشرقية من المنطقة باتجاه حفر الباطن

### أماكن مأهولة
- روضة ابن هباس
- المركوز
- لوقة
- ابن شريم
- الجبهان
- لينة
- الخشيبي
- أم الضيان
- أم خنصر
- هجرة الديدب
- السليمانية
- هجرة ابن سعيد
- هجرة ابن بكر
- ابن عايش
- طلعة التمياط
- الحدقة
- هجرة قليب بن غنيم
- هجرة أم رضمة
- الدويد
- زبالا
- السلمانية
- الأدية
- ال علي
- الدويد
- نعيجان
- العجرمية
- ال علي
- الدويد
- دغيليب الوجعان
- أعيوج لينة
- رغوه
- ابن عجل
- الكاسب
- كمب الثنيان
- زهوة
- الركعا

## بوادر النهضة في الحدود الشمالية

### اكتشاف الفوسفات والغاز
منذ مدة تم اكتشاف الفوسفات والغاز في طريف وتحديدا في حزم الجلاميد ويعد من أكبر احتياطيات العالم، وتعمل الحكومة السعودية حاليا على استثماره، برصدها (26) مليار ريال لإنشاء مدينة صناعية في حزم الجلاميد.

### سكة الحديد

خريطة سكة الحديد التي ستربط الحدود الشمالية بالمنطقة الشرقية

اقتربت السعودية من إنشاء سكة حديد تربط الحدود الشمالية بالمنطقة الشرقية وبالعاصمة الرياض، مما سيجعل المنطقة في حالة ازدهار اقتصادي من جراء نقل الفوسفات، وسيسهّل على السكان التنقل من وإلى المحافظات البعيدة.

## المكتب الإستراتيجي
في فبراير عام 2023م، أعلن الأمير محمد بن سلمان آل سعود، عن تأسيس المكتب الاستراتيجي لتطوير منطقة الحدود الشمالية.

### المهام
- تولي مسؤولية إطلاق المبادرات والمشروعات النوعية التي تسهم في إيجاد بيئة استثمارية جاذبة لرؤوس الأموال، مما سيحقق نهضة تنموية واقتصادية كبيرة، بما يعزز من أهداف التنمية المستدامة.
- تولي المكتب التنسيق بين الجهات الحكومية لدعم التنمية في مدن ومحافظات الحدود الشمالية وتنظيم آليات تطويرها.
- قياس أداء الجهات الحكومية، عبر إعادة توظيف الإمكانات والموارد الطبيعية، بما يعزز الجانب الاقتصادي والاجتماعي فيها، وليكون نواة لتأسيس هيئة تطوير في المنطقة.[11]

### الأهداف
- رفع مستوى التنمية في مدن ومحافظات المنطقة.
- تعزيز جودة الحياة لسكانها وزوارها.
- استثمار المقومات الاقتصادية والطبيعية والتاريخية للمنطقة، وموقعها الحدودي الاستراتيجي بوصفها إحدى بوابات المملكة الشمالية.[11]

## السياحة في الحدود الشمالية

### المواقع الأثرية:
تقع في منطقة الحدود الشمالية العديد من المواقع الأثرية التي تعود إلى عصور ما قبل الإسلام، في عرعر وطريف التي تقع فيها الأساسات الجدارية من قصر دوقرة، وفي رفحاء التي كانت محطة للحجيج، والمواقع الأثرية في لينة وكذلك في لوقة وقرية زبالة التاريخية.
تزخر منطقة الحدود الشمالية بالعديد من المواقع الأثرية والتراثية التي تعكس الثراء والتنوع الثقافي فيها، حيث تحتضن أكثر من 285 موقعًا أثريًا مسجلًا في سجل الآثار الوطني، إضافةً إلى وجود 39 موقعًا للتراث العمراني، و4 مساجد تاريخية، وذلك على امتداد مساحة المنطقة التي تزيد عن 133 ألف كلم مربع، حسبما أوضحت هيئة التراث.

### المنتزهات البرية
في فصل الربيع تتحول الأرض في الحدود الشمالية إلى بساط أخضر وتنتشر فيها النباتات العطرية والكمأة، وتكون الأجواء مناسبة للتخييم، والصيد والقنص وبالذات لمحبي الصقور.

## الملابس التراثية
- لباس الرجال: تتشابه أزياء الرجال في منطقة الحدود الشمالية مع ألبسة الرجال الأخرى في أغلب مناطق المملكة العربية السعودية، ومن أهمها:
١- الثَّوْب: ثياب بيضاء (ولها ألوان غامقة شتاءً؛ لتمتص حرارة الشمس) تصنع من الألياف الطبيعيّة كالقطن والصوف، أو الصناعية مثل البوليستر، تصميمها المعاصر: لها ياقة وأزرار أمامية، وجيوب واسعة على جانبيها وآخر صغير أمام الصدر، تعد الثياب رداء العرب على مر العصور، لكنها تطورت اليوم لتغدو أكثر راحة وعمليّة وأناقة، وهي الزي الرسمي للرجال في المملكة العربية السعودية، وهناك نوع آخر من الثياب يدعى «المرودن» ويرتدى في الاحتفالات والعروض التراثية.
٢- العَباءَة: رداء عربي للرجال، منها الثقيلة: وتسمى «الفَرْوَة» لأنها تُنسج من فِراء الحيوان: وَبَر الجِمال، أو صوف الغنم  أو الجاعد، والخفيفة: تسمى «المِشلَح» أو «البشت»، ولها ألوان مختلفة ذات دلالات عدّة (أشهرها الأسود)، تُرتَدى في العيدَيْن، والمناسبات الرسمية، والأفراح.
٣- الشماغ والغترة: قطعة قماشية توضع فوق الرأس، منسوجة من القطن، ذات النقوش الحمراء والبيضاء تسمى «شماغ»، والبيضاء «غُترَة»، واشتهر بها العرب؛ إذ تقيهم حر الصيف وبرد الشتاء، وتوضع مع عقال أو بدونه، وقد تُلف حول الوجه على شكل لِثَام.
٤- العِقال: ذو شكل دائري مبروم، يوضع فوق الغترة أو الشماغ لتثبيته، يُصنَع من شعر الماعز الأسود، ويرمز للرجولة والفخر.
٥- الصديريَّة: تشبه المعطف لكن بلا أكمام، تُلبس فوق الثياب للزينة، وتُبطَّن بالقطن أو الصوف، ولها عدة أشكال، وهناك ما يدعى بـ«الكُوت» إذ يشبه الصديرية لكنه طويل ويرتدى في الشتاء، ويصل طوله إلى حد الركبة أو إلى وسط الجسم.
٦- الدقلة: تعد الدقلة من أردية الزينة والتدفئة، وهي مفتوحة من الرقبة حتى القدمين، وتلبس فوق الثياب الشتوية، تكون بطول الثوب وتتميز بزخارفها.
- لباس النساء: كانت النساء هن من ينسجن ثيابهن الخاصة، وتميزت أزياء المرأة الشمالية -كسائر نساء العرب- بالحشمة والوقار، مع لمسة من الجمال والأناقة ومنها:
١- المحوثل: كان اللباس الخارجي الأساسي للمرأة في البادية، سمي بالمحوثل نسبة إلى «الحثل» وهو ثني الثوب؛ حيث أن النساء يثنينه عند الخصر، وهو ثوب طويل ينزل إلى كعب المرأة نحو متر أو نصف متر، وله حزام حول الخصر منسوج من القطن أو الخيوط الصوفية يسمى «الشويحي» أو «السفيفة»، تسحب المرأة القماش الزائد عن كعبيها إلى الأعلى ثم تثنيه إلى الأسفل حتى يصل إلى المقاس الطبيعي للثوب، حيث يعطي إيحاء بأنها ترتدي ثوبين فوق بعضهما.
٢- المقطع: اللباس الخارجي الأساسي للمرأة في الحضر، وهو ثوب واسع وطويل، وتغلب عليه البساطة عند السيدات وكبيرات السن، أما الفتيات فيرتدينه بزينة أو تطريز على الصدر والأكمام.
٣- العباءة: تلبس المرأة في الحضر عباءة سوداء أو بنية داكنة من الصوف فوق المقطع، وتسمى عباءة «المزوية» عند الرولة، وتضعها المرأة فوق رأسها، وتنسدل إلى أسفل قدميها، وتلبس الفتاة عند زواجها عباءة تسمى «مرشدة» وهي من الصوف الناعم مطرزة بالزري المذهب، ويتدلى في جهتي فتحة العباءة من الأمام كور مغطاة بخيوط الزري، وكان يقدم هذا النوع من العباءات الثمينة للعروس مع مهرها.
٤- الشيلة: غطاء الوجه، أو تسمى «خمار»، ولونها أسود.
٥- الغطوة: أو «الغشوة»، تعني غطاء أو غشاء الوجه، وهي قطعة قماش من القطن الخفيف تستخدم كغطاء للوجه كله.
٦- الدقلة: كان لباس المرأة في البادية عند الخروج، وارتدته المرأة في الحضر بصورة محدودة، منه المزخرف ويُلبس في المناسبات والأفراح، ومنه الغير مزخرف أو قليل الزخرفة وهو خاص بالعمل، ويسمى في الجوف وطريف «زبون»، وفي عرعر «صاية».
٧- المسرّح: ثوب مصنوع من الحرير، ويُزيَّن بخطوط من القصب من أعلاه لأسفله.
٨- العصابة: قماش أسود مستطيل أو مربع، من القطن أو الحرير الطبيعي، تعصبه المرأة على رأسها.
٩- الكرتة: من لباس المرأة في الحضر، وهي تطور لثوب المقطع، وتتميز بقصّة على خط الوسط.
١٠- الشوال: ثوب بلا تطريز أو كلف، وهو ثوب ضيق ذو وصلة واحدة.

## المأكولات الشعبية
يعتمد سكان المنطقة في أطباقهم على الموارد المحلية مثل الألبان والسمن، ويعتبر السكان اللبن والتمر طعاما رئسيا، بالإضافة إلى الكمأة والحيوانات الصحراوية مثل الجمال والاغنام والأرانب البرية والطيور، ومن أشهر الأطباق (المليحي والمرقوق والوشيق والثريد)

## أهم المحميات الطبيعية
- محمية معيلة
- محمية الغرابة
- محمية العويصي.

## الرياضة في الحدود الشمالية

### المدينة الرياضية في عرعر
تم إقامة مدينة رياضية في عرعر، وتقع المدينة الرياضية على مساحة (332.290) متر، وتحتوي المدينة على صالة ألعاب بمساحة تبلغ (2110) متراً، مخصصة لألعاب كرة اليد وكرة السلة وكرة الطائرة، وبها كراسي مدرجات تتسع لعدد (723) متفرجاً، وتشتمل المدينة الرياضية على استاد رياضي تبلغ مساحته (42.140) متراً مربعاً ويحتوي على كراسي مدرجات تتسع لعدد (5.650) متفرجاً.

### الأندية والدوري
يقام في الحدود الشمالية دوري تشرف عليه الرعاية العامة لرعاية الشباب، والدوري لأندية الدرجة الثالثة، ومن أبرز الأندية في الحدود الشمالية نادي عرعر (بطل الدوري) ويعد النادي من أقدم الأندية في المنطقة إذ يعود تاريخ إنشائه إلى عام 1396هـ، الموافق 1976.

## أمراء المنطقة
- محمد بن أحمد السديري (1367 هـ - 1376 هـ).
- عبد الله بن عبد العزيز بن مساعد آل سعود (1376 هـ - 1436 هـ).
- مشعل بن عبدالله بن عبد العزيز بن مساعد آل سعود (منذ سنة 1436 هـ - 1438).
- فيصل بن خالد بن سلطان بن عبد العزيز آل سعود (منذ 1438 - حتى الآن).

## القطاع غير الربحي
تضم منطقة الحدود الشمالية أكثر من (109) منظمة غير ربحية.